# 2004 na música

## Eventos
| Data            | Evento |
| --------------- | --- |
| 1 de janeiro    | O Concerto de Ano Novo de Viena, conduzido por Riccardo Muti, em Viena, na Áustria. |
| 1 de janeiro    | Em Londres, Inglaterra, Kurt Nilsen ganha o World Idol. |
| 3 de janeiro    | Britney Spears se casa com Jason Allen Alexander, seu amigo de infância, em Las Vegas, EUA. O casamento é anulado 55 horas depois. |
| 15 de janeiro   | O rapper Mystikal é condenado a seis anos de prisão por agressão sexual. |
| 16 de janeiro   | Inicia o festival Big Day Out, na Austrália e Nova Zelândia. |
| 1 de fevereiro  | Janet Jackson e Justin Timberlake se apresentam no palco do Super Bowl XXXVIII. A apresentação termina com o seio direito de Jackson sendo exposto ao público. A frase "wardrobe malfunction" é cunhada durante a controvérsia que se seguiu.                                                                                     |
| 1 de fevereiro  | Termina o festival Big Day Out, na Austrália e Nova Zelândia. |
| 8 de fevereiro  | Em Los Angeles, EUA, ocorre o 46º Grammy Awards. Speakerboxxx/The Love Below (2003), de Outkast, se torna o primeiro álbum de rap a ganhar o primeiro de Álbum do Ano. Beyoncé ganha 5 prêmios. |
| 13 de fevereiro | Elton John inicia a residência The Red Piano no The Colosseum no Caesars Palace, em Las Vegas, EUA. Originalmente com 75 datas, viria a ter 248 shows, ao longo de 5 anos, incluindo 24 datas de turnê na Europa. |
| 17 de fevereiro | Billy Corgan, vocalista do Smashing Pumpkins, posta uma mensagem amarga em seu blog pessoal, chamando D'arcy Wretzky de "maldoso viciado em drogas", e culpando James Iha pelo fim da banda. |
| 2 de março      | Britney Spears inicia a The Onyx Hotel Tour, em apoio ao seu quarto álbum de estúdio, In The Zone (2003). |
| 9 de março      | Brian McFadden deixa o Westlife. |
| 10 de março     | George Michael anuncia que Patience (2004) será seu último disco lançado comercialmente. Seus lançamentos futuros estarão disponíveis em seu site em troca de doações para suas instituições de caridade favoritas. |
| 13 de março     | Luciano Pavarotti faz sua última apresentação em uma ópera, em Tosca, no Metropolitan Opera, em Nova Iorque, em EUA. |
| 23 de março     | Usher lança seu álbum Confessions, vendendo 1,1 milhão na primeira semana, tornando-o o primeiro artista de R&B a conseguir isso. O álbum seria o mais vendido do ano, com quatro singles número um. |
| 6 de abril      | My Mother's Hymn Book, álbum inédito de Johnny Cash, é lançado menos de um ano após sua morte, em 12 de setembro de 2003. |
| 26 de abril     | Deborah Voigt, demitida do Royal Opera House em Covent Garden, Inglaterra, por ser gorda demais para um papel de ópera, faz seu recital de estreia, com uma recepção arrebatadora, no Carnegie Hall, em Nova Iorque, EUA. |
| 1 de maio       | Inicia o terceiro Coachella Valley Music and Arts Festival, em Indio, Califórnia, EUA. |
| 2 de maio       | Termina o terceiro Coachella Valley Music and Arts Festival, em Indio, Califórnia, EUA. |
| 10 de maio      | Keane lança Hopes and Fears, que se tornaria o 16º álbum mais vendido do milênio no Reino Unido. |
| 12 de maio      | Inicia o Concurso Eurovision, no Abdi İpekçi Arena, em Istambul, Turquia, sendo a primeira vez que o evento ocorrem em mais de 1 dia. |
| 15 de maio      | A cantora ucraniana Ruslana ganha o Concurso Eurovision, com a canção "Wild Dances". |
| 24 de maio      | Madonna inicia a The Re-Invention Tour, que passaria por 20 cidades, com total de 56 shows, e se tornaria a turnê de maior sucesso do ano, com uma receita bruta de US$ 124,5 milhões. |
| 26 de maio      | Fantasia Barrino vence a terceira temporada de American Idol. |
| 28 de maio      | Inicia o primeiro Rock in Rio Lisboa, em Lisboa, Portugal. |
| 4 de junho      | A banda Creed termia. |
| 5 de junho      | Inicia o segundo Download Festival, no autódromo Donington Park, em Leicestershire, lesta da Inglaterra. |
| 6 de junho      | Termina o primeiro Rock in Rio Lisboa, em Lisboa, Portugal. |
| 6 de junho      | Termina o segundo Download Festival, no autódromo Donington Park, em Leicestershire, lesta da Inglaterra. |
| 10 de junho     | Ray Charles morre aos 73 anos, de doença hepática aguda. |
| 11 de junho     | Van Halen inicia a Van Halen Summer Tour 2004, em Greensboro, Carolina do Norte, EUA, marcando o retorno de Sammy Hagar nos vocais após sua amarga partida da banda, em 1996. |
| 22 de junho     | O 14º Lollapalooza, agendado para iniciar em 17 de julho, é cancelado. Os organizadores citam "baixa venda de ingressos". |
| 25 de junho     | Eric Clapton vende sua famosa guitarra "Blackie" em um leilão da Christie's, em Londres, Inglaterra, arrecadando US$ 959.000 em prol d0 centro de reabilitação de drogas Crossroads, que ele fundou em 1998. |
| 25 de junho     | No palco de sua turnê A Reality Tour, em Scheeßel, na Alemanha, David Bowie sofre um ataque cardíaco e é levado às pressas à emergência para uma angioplastia. O incidente põe fim à turnê, e leva Bowie a se afastar da música e da vida pública nos anos seguintes, com seu próximo álbum sendo lançado quase nove anos depois. |
| 10 de julho     | Rachel Stevens.ex-integrante do S Club, estabelece um recorde mundial ao completar o circuito promocional mais rápido, em apenas 24 horas, incluindo uma corrida para a instituição de caridade Sport Relief. |
| 10 de julho     | Fantasia, vencedora do 3º American Idol, torna-se a primeira artista na história a estrear em 1º lugar na Billboard Hot 100 com um single de estreia. |
| 11 de julho     | McFly estreia em 1º lugar no Reino Unido com o álbum Room on the 3rd Floor, quebrando o recorde estabelecido pelos The Beatles como o grupo mais jovem a estrear em primeiro lugar na parada. |
| 24 de julho     | Em West Palm Beach, Flórida, nos EUA, inicia o Curiosa Festival, organizado por Robert Smith. |
| 31 de julho     | Simon & Garfunkel fazem um concerto gratuito em frente ao Coliseu, em Roma, Itália, para um público de 600.000 pessoas. |
| 18 de agosto    | Em West Palm Beach, Flórida, nos EUA, termina o Curiosa Festival, organizado por Robert Smith. |
| 18 de setembro  | Britney Spears se casa com Kevin Federline. |
| 26 de setembro  | Avril Lavigne inicia sua turnê Bonez Tour. |
| 23 de outubro   | Ashlee Simpson é acusada de dublar após uma abortada apresentação ao vivo no programa de TV Saturday Night Live. |
| 9 de novembro   | Britney Spears lança seu primeiro álbum de compilação Greatest Hits: My Prerogative. |
| 11 de novembro  | Eric Clapton recebe condecoração de Comendador, no Palácio de Buckingham, Westminster, Inglaterra. |
| 12 de novembro  | Encore, quarto álbum de estúdio de Eminem, é lançado quatro dias antes do previsto para combater vazamentos na Internet. O álbum vende 710.000 cópias em apenas três dias, e torna-se o terceiro álbum consecutivo de Eminem a estrear em primeiro lugar nas paradas da Billboard.                                                |
| 16 de novembro  | Destiny's Child lança seu quarto e último álbum de estúdio Destiny Fulfilled. |
| 21 de novembro  | Casey Donovan vence a segunda temporada de Australian Idol. |
| 30 de novembro  | Collision Course, álbum de Jay-Z e Linkin Park, estreia em número 01 na Billboard 200, mais tarde tornando-se o CD/DVD mais vendido daquele ano. |
| 7 de dezembro   | Lindsay Lohan lança seu álbum de estreia, Speak. |
| 8 de dezembro   | Dimebag Darrell, guitarrista das bandas Pantera e Damageplan, é assassinado no palco, por um fã enlouquecido, durante uma apresentação em Columbus, Ohio. O atirador mata outras três pessoas, e fere outras três antes de ser morto a tiros pela polícia.                                                                        |
| 11 de dezembro  | Na Inglaterra, Steve Brookstein vence a primeira temporada de The X Factor. |

## Lançamentos

### Álbuns de estúdio
| Data            | Título                                            | Artista(s)                             |
| --------------- | ------------------------------------------------- | -------------------------------------- |
| 19 de janeiro   | Colour the Small One                              | Sia                                    |
| 26 de janeiro   | Do You Know                                       | Michelle Williams                      |
| 2 de fevereiro  | Scissor Sisters                                   | Scissor Sisters                        |
| 3 de fevereiro  | When the Sun Goes Down                            | Kenny Chesney                          |
| 9 de fevereiro  | Franz Ferdinand                                   | Franz Ferdinand                        |
| 9 de fevereiro  | Free Me                                           | Emma Bunton                            |
| 10 de fevereiro | America's Sweetheart                              | Courtney Love                          |
| 10 de fevereiro | Body Language                                     | Kylie Minogue                          |
| 10 de fevereiro | The College Dropout                               | Kanye West                             |
| 10 de fevereiro | Feels like Home                                   | Norah Jones                            |
| 10 de fevereiro | New Found Power                                   | Damageplan                             |
| 10 de fevereiro | Pau-Latina                                        | Paulina Rubio                          |
| 24 de fevereiro | Schizophrenic                                     | JC Chasez                              |
| 24 de fevereiro | Shadows Collide with People                       | John Frusciante                        |
| 2 de março      | Cee-Lo Green... Is the Soul Machine               | Cee-Lo Green                           |
| 8 de março      | Just for You                                      | Lionel Richie                          |
| 9 de março      | Don't Stop the Music                              | Play                                   |
| 15 de março     | Patience                                          | George Michael                         |
| 22 de março     | Dead Letters                                      | The Rasmus                             |
| 23 de março     | Confessions                                       | Usher                                  |
| 23 de março     | Fly or Die                                        | N.E.R.D.                               |
| 23 de março     | Me and Mr. Johnson                                | Eric Clapton                           |
| 23 de março     | Till Death Do Us Part                             | Cypress Hill                           |
| 29 de março     | Anastacia                                         | Anastacia                              |
| 30 de março     | Damita Jo                                         | Janet Jackson                          |
| 30 de março     | Honkin' on Bobo                                   | Aerosmith                              |
| 31 de março     | The Girl in the Other Room                        | Diana Krall                            |
| 6 de abril      | Just Be                                           | Tiësto                                 |
| 6 de abril      | More                                              | Tamia                                  |
| 13 de abril     | Is There Love in Space?                           | Joe Satriani                           |
| 19 de abril     | Musicology                                        | Prince                                 |
| 20 de abril     | Letters from Home                                 | John Michael Montgomery                |
| 20 de abril     | Underneath                                        | Hanson                                 |
| 27 de abril     | D12 World                                         | D12                                    |
| 27 de abril     | Naked                                             | Joan Jett and the Blackhearts          |
| 4 de maio       | Timeless Journey                                  | Patti LaBelle                          |
| 4 de maio       | Unbreakable                                       | Scorpions                              |
| 10 de maio      | Hopes and Fears                                   | Keane                                  |
| 17 de maio      | You Are the Quarry                                | Morrissey                              |
| 18 de maio      | Baptism                                           | Lenny Kravitz                          |
| 18 de maio      | So-Called Chaos                                   | Alanis Morissette                      |
| 19 de maio      | Under My Skin                                     | Avril Lavigne                          |
| 25 de maio      | Play to Win                                       | Gabrielle                              |
| 25 de maio      | Vol. 3: (The Subliminal Verses)                   | Slipknot                               |
| 31 de maio      | Borrowed Heaven                                   | The Corrs                              |
| 6 de junho      | DiscO-Zone                                        | O-Zone                                 |
| 7 de junho      | Once                                              | Nightwish                              |
| 7 de junho      | Hot Fuss                                          | The Killers                            |
| 8 de junho      | Asshole                                           | Gene Simmons                           |
| 8 de junho      | The Empire Strikes First                          | Bad Religion                           |
| 8 de junho      | Sonic Nurse                                       | Sonic Youth                            |
| 8 de junho      | Three Cheers for Sweet Revenge                    | My Chemical Romance                    |
| 8 de junho      | Two                                               | The Calling                            |
| 8 de junho      | Un                                                | Chumbawamba                            |
| 15 de junho     | To the 5 Boroughs                                 | Beastie Boys                           |
| 22 de junho     | Inferno                                           | Motörhead                              |
| 22 de junho     | JoJo                                              | JoJo                                   |
| 22 de junho     | The Will to Death                                 | John Frusciante                        |
| 25 de junho     | Afrodisiac                                        | Brandy                                 |
| 25 de junho     | The Cure                                          | The Cure                               |
| 29 de junho     | Tha Carter                                        | Lil Wayne                              |
| 29 de junho     | Trouble                                           | Akon                                   |
| 5 de julho      | Room on the 3rd Floor                             | McFly                                  |
| 13 de julho     | Shhh... Don't Tell                                | Adam Sandler                           |
| 19 de julho     | Tyrannosaurus Hives                               | The Hives                              |
| 20 de julho     | Autobiography                                     | Ashlee Simpson                         |
| 27 de julho     | Lost & Found                                      | Ian Van Dahl                           |
| 10 de agosto    | My Own Best Enemy                                 | Richard Marx                           |
| 11 de agosto    | Always Outnumbered, Never Outgunned               | The Prodigy                            |
| 24 de agosto    | M.I.A.M.I.                                        | Pitbull                                |
| 24 de agosto    | Happy People/U Saved Me                           | R. Kelly                               |
| 24 de agosto    | Live like You Were Dying                          | Tim McGraw                             |
| 24 de agosto    | Throwback, Vol. 1                                 | Boyz II Men                            |
| 30 de agosto    | Medúlla                                           | Björk                                  |
| 31 de agosto    | The DEFinition                                    | LL Cool J                              |
| 31 de agosto    | Genius Loves Company                              | Ray Charles                            |
| 31 de agosto    | Getting Away with Murder                          | Papa Roach                             |
| 6 de setembro   | Temple of Shadows                                 | Angra                                  |
| 6 de setembro   | Unwritten                                         | Natasha Bedingfield                    |
| 7 de setembro   | My Everything                                     | Anita Baker                            |
| 7 de setembro   | Rubber Factory                                    | The Black Keys                         |
| 7 de setembro   | What I Do                                         | Alan Jackson                           |
| 13 de setembro  | The Tension and the Spark                         | Darren Hayes                           |
| 13 de setembro  | Sweat                                             | Nelly                                  |
| 13 de setembro  | Suit                                              | Nelly                                  |
| 14 de setembro  | Everybody Loves a Happy Ending                    | Tears for Fears                        |
| 14 de setembro  | Funeral                                           | Arcade Fire                            |
| 14 de setembro  | The System Has Failed                             | Megadeth                               |
| 15 de setembro  | Hilary Duff                                       | Hilary Duff                            |
| 15 de setembro  | Mind Body & Soul                                  | Joss Stone                             |
| 21 de setembro  | American Idiot                                    | Green Day                              |
| 21 de setembro  | Be Here                                           | Keith Urban                            |
| 21 de setembro  | The Delivery Man                                  | Elvis Costello & The Imposters         |
| 21 de setembro  | Il Sogno                                          | Elvis Costello                         |
| 21 de setembro  | London Calling: 25th Anniversary Legacy Edition   | The Clash                              |
| 21 de setembro  | Shine                                             | Meredith Brooks                        |
| 21 de setembro  | There Will Be a Light                             | Ben Harper e The Blind Boys of Alabama |
| 22 de setembro  | Start from the Dark                               | Europe                                 |
| 27 de setembro  | Reise, Reise                                      | Rammstein                              |
| 28 de setembro  | The Dana Owens Album                              | Queen Latifah                          |
| 28 de setembro  | Feels like Today                                  | Rascal Flatts                          |
| 28 de setembro  | Goodies                                           | Ciara                                  |
| 28 de setembro  | Astronaut                                         | Duran Duran                            |
| 29 de setembro  | Circo                                             | Xuxa                                   |
| 4 de outubro    | Palookaville                                      | Fatboy Slim                            |
| 5 de outubro    | Around the Sun                                    | R.E.M.                                 |
| 5 de outubro    | The Chronicles of Life and Death                  | Good Charlotte                         |
| 5 de outubro    | ClassiKhan                                        | Chaka Khan                             |
| 5 de outubro    | The Grind Date                                    | De La Soul                             |
| 5 de outubro    | Has Been                                          | William Shatner                        |
| 5 de outubro    | Pressure Chief                                    | Cake                                   |
| 5 de outubro    | Welcome to Haiti: Creole 101                      | Wyclef Jean                            |
| 11 de outubro   | Back to Bedlam                                    | James Blunt                            |
| 11 de outubro   | Miracle                                           | Céline Dion                            |
| 12 de outubro   | Chuck                                             | Sum 41                                 |
| 12 de outubro   | Heart & Soul                                      | Joe Cocker                             |
| 19 de outubro   | Stardust: The Great American Songbook, Volume III | Rod Stewart                            |
| 19 de outubro   | Still Hungry                                      | Twisted Sister                         |
| 19 de outubro   | You Just Gotta Love Christmas                     | Peter Cetera                           |
| 26 de outubro   | Inside of Emptiness                               | John Frusciante                        |
| 26 de outubro   | It Always Will Be                                 | Willie Nelson                          |
| 26 de outubro   | Still Not Getting Any...                          | Simple Plan                            |
| 26 de outubro   | Unfinished Business                               | Jay Z e R. Kelly                       |
| 1 de novembro   | Aha Shake Heartbreak                              | Kings of Leon                          |
| 8 de novembro   | ...Allow Us to Be Frank                           | Westlife                               |
| 8 de novembro   | Second First Impression                           | Daniel Bedingfield                     |
| 8 de novembro   | Destiny Fulfilled                                 | Destiny's Child                        |
| 9 de novembro   | R.U.L.E.                                          | Ja Rule                                |
| 9 de novembro   | Harmonium                                         | Vanessa Carlton                        |
| 9 de novembro   | México en la Piel                                 | Luis Miguel                            |
| 9 de novembro   | Peachtree Road                                    | Elton John                             |
| 12 de novembro  | ƎNCORE                                            | Eminem                                 |
| 12 de novembro  | Love. Angel. Music. Baby.                         | Gwen Stefani                           |
| 16 de novembro  | Crunk Juice                                       | Lil Jon & the East Side Boyz           |
| 16 de novembro  | R&G (Rhythm & Gangsta): The Masterpiece           | Snoop Dogg                             |
| 22 de novembro  | How to Dismantle an Atomic Bomb                   | U2                                     |
| 23 de novembro  | At Last...The Duets Album                         | Kenny G                                |
| 23 de novembro  | Free Yourself                                     | Fantasia                               |
| 23 de novembro  | Play Around the Christmas Tree                    | Play                                   |
| 23 de novembro  | ReJoyce: The Christmas Album                      | Jessica Simpson                        |
| 23 de novembro  | A Sphere in the Heart of Silence                  | John Frusciante e Josh Klinghoffer     |
| 29 de novembro  | Irish Son                                         | Brian McFadden                         |
| 29 de novembro  | Three Imaginary Boys                              | The Cure                               |
| 30 de novembro  | Breakaway                                         | Kelly Clarkson                         |
| 30 de novembro  | Rebelde                                           | RBD                                    |
| 30 de novembro  | Street's Disciple                                 | Nas                                    |
| 30 de novembro  | Urban Legend                                      | T.I.                                   |
| 7 de dezembro   | The Red Light District                            | Ludacris                               |
| 7 de dezembro   | Speak                                             | Lindsay Lohan                          |
| 14 de dezembro  | Concrete Rose                                     | Ashanti                                |
| 14 de dezembro  | Loyal to the Game                                 | Tupac Shakur                           |
| 28 de dezembro  | Get Lifted                                        | John Legend                            |

### Álbuns de compilação
| Data            | Título                                                                     | Artista(s)         |
| --------------- | -------------------------------------------------------------------------- | ------------------ |
| 2 de fevereiro  | The Best of LeAnn Rimes                                                    | LeAnn Rimes        |
| 10 de fevereiro | Gold: 35th Anniversary Edition                                             | Carpenters         |
| 10 de fevereiro | Greatest Hits                                                              | Thalía             |
| 1 de março      | The Early Years                                                            | Deep Purple        |
| 3 de março      | Rock the Night: The Very Best of Europe                                    | Europe             |
| 23 de março     | Greatest Hits                                                              | Guns N' Roses      |
| 5 de abril      | The Greatest Hits                                                          | Atomic Kitten      |
| 13 de abril     | Loud as Fuck                                                               | Mötley Crüe        |
| 20 de abril     | Lunch Boxes & Choklit Cows                                                 | Marilyn Manson     |
| 26 de abril     | INXS²: The Remixes                                                         | INXS               |
| 3 de maio       | Then and Now                                                               | The Who            |
| 11 de maio      | Metalogy                                                                   | Judas Priest       |
| 12 de maio      | Greatest Hits                                                              | A*Teens            |
| 30 de maio      | Joe's Corsage                                                              | Frank Zappa        |
| 1 de junho      | 42 Ultimate Hits                                                           | Kenny Rogers       |
| 7 de junho      | Supergrass Is 10                                                           | Supergrass         |
| 12 de junho     | Maximum XS: The Essential Nazareth                                         | Nazareth           |
| 15 de junho     | 20th Century Masters – The Millennium Collection: The Best of Eric Clapton | Eric Clapton       |
| 20 de julho     | The Best of Both Worlds                                                    | Van Halen          |
| 9 de agosto     | Creamfields                                                                | Paul Oakenfold     |
| 24 de agosto    | Jump Back: The Best of The Rolling Stones                                  | The Rolling Stones |
| 30 de agosto    | The Very Best of Macy Gray                                                 | Macy Gray          |
| 31 de agosto    | Sail On: The 30th Anniversary Collection                                   | Kansas             |
| 1 de setembro   | The Romance of Kenny G                                                     | Kenny G            |
| 20 de setembro  | Artist Collection                                                          | Kylie Minogue      |
| 28 de setembro  | Lest We Forget: The Best Of                                                | Marilyn Manson     |
| 5 de outubro    | 50 Number Ones                                                             | George Strait      |
| 5 de outubro    | Greatest Hits Vol. 1                                                       | Korn               |
| 11 de outubro   | 10 Years of Hits                                                           | Ronan Keating      |
| 12 de outubro   | The Artist Collection: Busta Rhymes                                        | Busta Rhymes       |
| 12 de outubro   | Platinum & Gold Collection                                                 | Toni Braxton       |
| 25 de outubro   | Best of Def Leppard                                                        | Def Leppard        |
| 26 de outubro   | Disney Channel Hits: Take 1                                                | Vários artistas    |
| 1 de novembro   | Acoustic                                                                   | John Lennon        |
| 1 de novembro   | All the Best                                                               | Tina Turner        |
| 1 de novembro   | This Is Music: The Singles 92–98                                           | The Verve          |
| 1 de novembro   | Singles                                                                    | Travis             |
| 1 de novembro   | Number Ones                                                                | Bee Gees           |
| 1 de novembro   | Greatest Hits: My Prerogative                                              | Britney Spears     |
| 8 de novembro   | Best 1991–2004                                                             | Seal               |
| 8 de novembro   | Greatest Hits                                                              | Shania Twain       |
| 16 de novembro  | Greatest Hits                                                              | Neil Young         |
| 16 de novembro  | Rearviewmirror (Greatest Hits 1991–2003)                                   | Pearl Jam          |
| 16 de novembro  | The Best of Mandy Moore                                                    | Mandy Moore        |
| 22 de novembro  | Greatest Hits                                                              | Creed              |
| 22 de novembro  | Ultimate Kylie                                                             | Kylie Minogue      |

### Álbuns ao vivo
| Data           | Título                                                                       | Artista(s)                         |
| -------------- | ---------------------------------------------------------------------------- | ---------------------------------- |
| 20 de janeiro  | Kelly Key – Ao Vivo                                                          | Kelly Key                          |
| 23 de março    | One Way Out                                                                  | The Allman Brothers Band           |
| 23 de março    | Tour 2003                                                                    | Ringo Starr and His All-Starr Band |
| 30 de março    | The Bootleg Series Vol. 6: Bob Dylan Live 1964, Concert at Philharmonic Hall | Bob Dylan                          |
| 30 de março    | Live & off the Record                                                        | Shakira                            |
| 15 de maio     | Live at Tramps, NYC, 1996                                                    | De La Soul                         |
| 14 de junho    | A New Day... Live in Las Vegas                                               | Céline Dion                        |
| 15 de junho    | Live! In Tune and on Time                                                    | DJ Shadow                          |
| 29 de junho    | 1.22.03.Acoustic                                                             | Maroon 5                           |
| 29 de junho    | The Gorge                                                                    | Dave Matthews Band                 |
| 27 de julho    | Live at Benaroya Hall                                                        | Pearl Jam                          |
| 3 de agosto    | Live in Hyde Park                                                            | Red Hot Chili Peppers              |
| 10 de agosto   | 2Pac Live                                                                    | 2Pac                               |
| 14 de setembro | Live by Request                                                              | Blondie                            |
| 28 de setembro | Lest We Forget: The Best Of                                                  | Marilyn Manson                     |
| 28 de setembro | The Harem World Tour: Live from Las Vegas                                    | Sarah Brightman                    |
| 19 de outubro  | As/Is                                                                        | John Mayer                         |
| 25 de outubro  | Queen on Fire – Live at the Bowl                                             | Queen                              |
| 1 de novembro  | Live Licks                                                                   | The Rolling Stones                 |
| 2 de novembro  | Alive at Last                                                                | Train                              |
| 2 de novembro  | The Legends Ike & Tina Turner Live in '71                                    | Ike & Tina Turner                  |
| 23 de novembro | Anywhere but Home                                                            | Evanescence                        |
| 23 de novembro | Live in Buffalo: July 4th, 2004                                              | Goo Goo Dolls                      |
| 9 de dezembro  | Live from Under the Brooklyn Bridge                                          | U2                                 |

### Trilhas sonoras
| Data            | Título                                                                                 | Artista(s)                     |
| --------------- | -------------------------------------------------------------------------------------- | ------------------------------ |
| 3 de fevereiro  | 50 First Dates: Love songs from the Original Motion Picture                            | Vários artistas                |
| 24 de fevereiro | The Passion of the Christ: Original Motion Picture Soundtrack                          | John Debney                    |
| 23 de março     | Scooby-Doo 2: Monsters Unleashed (The Album)                                           | Vários artistas                |
| 13 de abril     | Kill Bill Vol. 2 Original Soundtrack                                                   | Vários artistas                |
| 4 de maio       | Van Helsing: Original Motion Picture Soundtrack                                        | Alan Silvestri                 |
| 11 de maio      | Shrek 2: Motion Picture Soundtrack                                                     | Vários artistas                |
| 25 de maio      | Harry Potter e o Prisioneiro de Azkaban: Music from and Inspired by the Motion Picture | John Williams                  |
| 22 de junho     | Spider-Man 2: Music from and Inspired by                                               | Vários artistas                |
| 13 de julho     | A Cinderella Story: Original Soundtrack                                                | Vários artistas                |
| 18 de outubro   | Alfie: Music from the Motion Picture                                                   | Mick Jagger e David A. Stewart |
| 19 de outubro   | Team America: World Police: Music from the Motion Picture                              | Vários artistas                |
| 9 de novembro   | The SpongeBob SquarePants Movie: Music from the Movie and More...                      | Vários artistas                |
| 23 de novembro  | The Phantom of the Opera: The Original Motion Picture Soundtrack                       | Vários artistas                |

### Álbuns de vídeo
| Data            | Título                                                 | Artista(s)          |
| --------------- | ------------------------------------------------------ | ------------------- |
| 20 de janeiro   | Kelly Key – Ao Vivo                                    | Kelly Key           |
| 2 de fevereiro  | The Best of LeAnn Rimes                                | LeAnn Rimes         |
| 9 de fevereiro  | This Left Feels Right Live                             | Bon Jovi            |
| 10 de fevereiro | Greatest Hits                                          | Thalía              |
| 9 de março      | The One                                                | Michael Jackson     |
| 15 de março     | Soulmates Never Die (Live in Paris 2003)               | Placebo             |
| 30 de março     | Live & off the Record                                  | Shakira             |
| 30 de março     | Video Anthology Vol. 1                                 | Nas                 |
| 1 de abril      | Britney Spears: In the Zone                            | Britney Spears      |
| 5 de abril      | Best of Both Worlds                                    | Midnight Oil        |
| 19 de abril     | The Greatest Hits Live at Wembley Arena                | Atomic Kitten       |
| 26 de abril     | Live at Wembley                                        | Beyoncé             |
| 4 de maio       | The Videos 1992–2003                                   | No Doubt            |
| 9 de maio       | Perfect Square                                         | R.E.M.              |
| 11 de maio      | Metalogy                                               | Judas Priest        |
| 18 de maio      | My Heart Will Always Be the B-Side to My Tongue        | Fall Out Boy        |
| 26 de maio      | Behind the Bridge to Elephunk                          | The Black Eyed Peas |
| 15 de junho     | Fleetwood Mac: Live in Boston                          | Fleetwood Mac       |
| 15 de junho     | Live! In Tune and on Time                              | DJ Shadow           |
| 22 de junho     | The Very Best of Cher: The Video Hits Collection       | Cher                |
| 12 de julho     | Body Language Live                                     | Kylie Minogue       |
| 13 de julho     | I'm Only Looking – The Best of INXS                    | INXS                |
| 10 de agosto    | Hilary Duff: The Concert – The Girl Can Rock           | Hilary Duff         |
| 31 de agosto    | Sail On: The 30th Anniversary Collection               | Kansas              |
| 31 de agosto    | The Inner or Deep Part of an Animal or Plant Structure | Björk               |
| 6 de setembro   | From Janet to Damita Jo: The Videos                    | Janet Jackson       |
| 14 de setembro  | Live by Request                                        | Blondie             |
| 20 de setembro  | Artist Collection                                      | Kylie Minogue       |
| 21 de setembro  | London Calling: 25th Anniversary Legacy Edition        | The Clash           |
| 28 de setembro  | Lest We Forget: The Best Of                            | Marilyn Manson      |
| 28 de setembro  | The Harem World Tour: Live from Las Vegas              | Sarah Brightman     |
| 29 de setembro  | Circo                                                  | Xuxa                |
| 12 de outubro   | Stripped Live in the U.K.                              | Christina Aguilera  |
| 25 de outubro   | Best of the Videos                                     | Def Leppard         |
| 26 de outubro   | Disney Channel Hits: Take 1                            | Vários artistas     |
| 2 de novembro   | The Legends Ike & Tina Turner Live in '71              | Ike & Tina Turner   |
| 8 de novembro   | Greatest Hits: My Prerogative                          | Britney Spears      |
| 8 de novembro   | Up! Close and Personal                                 | Shania Twain        |
| 9 de novembro   | México en la Piel                                      | Luis Miguel         |
| 16 de novembro  | Learning to Fly: Creating the Video and Concert        | Hilary Duff         |
| 16 de novembro  | Play                                                   | Peter Gabriel       |
| 22 de novembro  | Greatest Hits                                          | Creed               |
| 22 de novembro  | Ultimate Kylie                                         | Kylie Minogue       |
| 23 de novembro  | Live at Somerset House                                 | Snow Patrol         |
| 23 de novembro  | You Gotta Move                                         | Aerosmith           |
| 26 de novembro  | Tiësto in Concert 2                                    | Tiësto              |
| 29 de novembro  | We Are Scissor Sisters... And So Are You               | Scissor Sisters     |
| 29 de novembro  | The Video Show                                         | Genesis             |
| 30 de novembro  | Collision Course                                       | Jay-Z e Linkin Park |
| 1 de dezembro   | The Most Gigantic Lying Mouth of All Time              | Radiohead           |
| 7 de dezembro   | Under Blackpool Lights                                 | The White Stripes   |
| 13 de dezembro  | Mind Body & Soul Sessions: Live in New York City       | Joss Stone          |

### EPs
| Data           | Título                                          | Artista(s)              |
| -------------- | ----------------------------------------------- | ----------------------- |
| 24 de março    | Com Lag (2plus2isfive)                          | Radiohead               |
| 18 de maio     | My Heart Will Always Be the B-Side to My Tongue | Fall Out Boy            |
| 29 de junho    | Feedback                                        | Rush                    |
| 14 de setembro | DC EP                                           | John Frusciante         |
| 21 de setembro | Remixed                                         | Scissor Sisters         |
| 4 de outubro   | Stone Age Complication                          | Queens of the Stone Age |
| 30 de novembro | Collision Course                                | Jay-Z e Linkin Park     |
| 9 de dezembro  | Live from Under the Brooklyn Bridge             | U2                      |

### Box sets
| Data            | Título                                                           | Artista(s)      |
| --------------- | ---------------------------------------------------------------- | --------------- |
| 26 de janeiro   | Join the Dots: B-Sides & Rarities 1978>2001 – The Fiction Years) | The Cure        |
| 23 de fevereiro | The Dark Horse Years 1976–1992                                   | George Harrison |
| 27 de abril     | Black Box: The Complete Original Black Sabbath 1970–1978         | Black Sabbath   |
| 13 de setembro  | The Singles 1986–1995                                            | Duran Duran     |
| 15 de novembro  | The Capitol Albums, Volume 1                                     | The Beatles     |
| 16 de novembro  | 100,000,000 Bon Jovi Fans Can't Be Wrong                         | Bon Jovi        |
| 16 de novembro  | The Ultimate Collection                                          | Michael Jackson |
| 23 de novembro  | With the Lights Out                                              | Nirvana         |
| 29 de novembro  | Platinum Collection                                              | Genesis         |

### Singles
| Data            | Título                        | Artista(s)                                |
| --------------- | ----------------------------- | ----------------------------------------- |
| 12 de janeiro   | "From the Inside"             | Linkin Park                               |
| 12 de janeiro   | "Toxic"                       | Britney Spears                            |
| 12 de janeiro   | "Hey Mama"                    | The Black Eyed Peas                       |
| 12 de janeiro   | "This Love"                   | Maroon 5                                  |
| 12 de janeiro   | "Take Me Out"                 | Franz Ferdinand                           |
| 26 de janeiro   | "Yeah!"                       | Usher com part. de Lil Jon e Ludacris     |
| 26 de janeiro   | "The Reason"                  | Hoobastank                                |
| 26 de janeiro   | "Take Me to the Clouds Above" | LMC vs U2                                 |
| 2 de fevereiro  | "I Miss You"                  | Blink-182                                 |
| 2 de fevereiro  | "Not in Love"                 | Enrique Iglesias com part. de Kelis       |
| 16 de fevereiro | "Somewhere Only We Know"      | Keane                                     |
| 17 de fevereiro | "I Don't Wanna Know"          | Mario Winans com part. de Enya e P. Diddy |
| 1 de março      | "Red Blooded Woman"           | Kylie Minogue                             |
| 8 de março      | "Float On"                    | Modest Mouse                              |
| 8 de março      | "Take My Breath Away"         | Jessica Simpson                           |
| 14 de março     | "Naughty Girl"                | Beyoncé                                   |
| 15 de março     | "Somebody Told Me"            | The Killers                               |
| 15 de março     | "Despre Tine"                 | O-Zone                                    |
| 15 de março     | "Don't Tell Me"               | Avril Lavigne                             |
| 15 de março     | "Left Outside Alone"          | Anastacia                                 |
| 16 de março     | "Lying from You"              | Linkin Park                               |
| 29 de março     | "Take Your Mama"              | Scissor Sisters                           |
| 5 de abril      | "In the Shadows"              | The Rasmus                                |
| 8 de abril      | "Love Comes Again"            | Tiësto com part. de BT                    |
| 12 de abril     | "Move Ya Body"                | Nina Sky com part. de Jabba               |
| 27 de abril     | "99 Problems"                 | Jay-Z                                     |
| 3 de maio       | "Accidentally in Love"        | Counting Crows                            |
| 3 de maio       | "Everybody's Changing"        | Keane                                     |
| 10 de maio      | "Down"                        | Blink-182                                 |
| 10 de maio      | "Everytime"                   | Britney Spears                            |
| 17 de maio      | "Pieces of Me"                | Ashlee Simpson                            |
| 24 de maio      | "Mr. Brightside"              | The Killers                               |
| 31 de maio      | "Everybody's Fool"            | Evanescence                               |
| 1 de junho      | "Let's Get It Started"        | The Black Eyed Peas                       |
| 8 de junho      | "Angels"                      | Jessica Simpson                           |
| 13 de junho     | "The Closer I Get to You"     | Luther Vandross e Beyoncé                 |
| 14 de junho     | "Breaking the Habit"          | Linkin Park                               |
| 14 de junho     | "My Happy Ending"             | Avril Lavigne                             |
| 21 de junho     | "She Will Be Loved"           | Maroon 5                                  |
| 28 de junho     | "Chocolate"                   | Kylie Minogue                             |
| 13 de julho     | "Outrageous"                  | Britney Spears                            |
| 19 de julho     | "Breakaway"                   | Kelly Clarkson                            |
| 19 de julho     | "My Place"                    | Nelly com part. de Jaheim                 |
| 6 de agosto     | "American Idiot"              | Green Day                                 |
| 29 de agosto    | "My Boo"                      | Usher e Alicia Keys                       |
| 6 de setembro   | "Amerika"                     | Rammstein                                 |
| 9 de setembro   | "Lose My Breath"              | Destiny's Child                           |
| 13 de setembro  | "Call on Me"                  | Eric Prydz                                |
| 13 de setembro  | "I'm Not Okay (I Promise)"    | My Chemical Romance                       |
| 13 de setembro  | "Welcome to My Life"          | Simple Plan                               |
| 13 de setembro  | "You Had Me"                  | Joss Stone                                |
| 14 de setembro  | "Beautiful Soul"              | Jesse McCartney                           |
| 21 de setembro  | "My Prerogative"              | Britney Spears                            |
| 27 de setembro  | "Drop It Like It's Hot        | Snoop Dogg com part. de Pharrell          |
| 27 de setembro  | "Predictable"                 | Good Charlotte                            |
| 27 de setembro  | "Rumors"                      | Lindsay Lohan                             |
| 28 de setembro  | "Just Lose It"                | Eminem                                    |
| 4 de outubro    | "What You Waiting For?"       | Gwen Stefani                              |
| 4 de outubro    | "This Fire"                   | Franz Ferdinand                           |
| 11 de outubro   | "Just Be"                     | Tiësto com part. de Kirsty Hawkshaw       |
| 13 de outubro   | "Who Is It"                   | Björk                                     |
| 18 de outubro   | "High"                        | James Blunt                               |
| 25 de outubro   | "Nobody's Home"               | Avril Lavigne                             |
| 26 de outubro   | "Mosh"                        | Eminem                                    |
| 1 de novembro   | "1, 2 Step"                   | Ciara com part. de Missy Elliott          |
| 1 de novembro   | "I Predict a Riot"            | Kaiser Chiefs                             |
| 8 de novembro   | "Sunday Morning"              | Maroon 5                                  |
| 8 de novembro   | "Vertigo"                     | U2                                        |
| 9 de novembro   | "Soldier"                     | Destiny's Child                           |
| 15 de novembro  | "Always"                      | Blink-182                                 |
| 16 de novembro  | "Since U Been Gone"           | Kelly Clarkson                            |
| 22 de novembro  | "This Is the Last Time"       | Keane                                     |
| 22 de novembro  | "The World Is Mine"           | David Guetta com part. de JD Davis        |
| 29 de novembro  | "Boulevard of Broken Dreams"  | Green Day                                 |
| 29 de novembro  | "I Believe in You"            | Kylie Minogue                             |
| 13 de dezembro  | "Numb/Encore"                 | Jay-Z e Linkin Park                       |
| 14 de dezembro  | "Rich Girl"                   | Gwen Stefani com part. de Eve             |

## Paradas musicais

### Álbuns mais bem sucedidos
| #   | Título                                          | Artista(s)                  |
| --- | ----------------------------------------------- | --------------------------- |
| 01  | American Idiot                                  | Green Day                   |
| 02  | How to Dismantle an Atomic Bomb                 | U2                          |
| 03  | Confessions                                     | Usher                       |
| 04  | Encore                                          | Eminem                      |
| 05  | Feels Like Home                                 | Norah Jones                 |
| 06  | Under My Skin                                   | Avril Lavigne               |
| 07  | Genius Loves Company                            | Ray Charles                 |
| 08  | Greatest Hits                                   | Guns N' Roses               |
| 09  | D12 World                                       | D12                         |
| 10  | Songs About Jane                                | Maroon 5                    |
| 11  | Hot Fuss                                        | The Killers                 |
| 12  | Hopes and Fears                                 | Keane                       |
| 13  | Anastacia                                       | Anastacia                   |
| 14  | Love. Angel. Music. Baby.                       | Gwen Stefani                |
| 15  | Greatest Hits                                   | Robbie Williams             |
| 16  | Franz Ferdinand                                 | Franz Ferdinand             |
| 17  | Closer                                          | Josh Groban                 |
| 18  | Patience                                        | George Michael              |
| 19  | Collision Course                                | Jay-Z e Linkin Park         |
| 20  | Greatest Hits: My Prerogative                   | Britney Spears              |
| 21  | Around The Sun                                  | R.E.M.                      |
| 22  | To the 5 Boroughs                               | Beastie Boys                |
| 23  | Greatest Hits                                   | Shania Twain                |
| 24  | Contraband                                      | Velvet Revolver             |
| 25  | Suit                                            | Nelly                       |
| 26  | The College Dropout                             | Kanye West                  |
| 27  | The Girl in the Other Room                      | Diana Krall                 |
| 28  | Destiny Fulfilled                               | Destiny's Child             |
| 29  | Autobiography                                   | Ashlee Simpson              |
| 30  | Stardust - The Great American Songbook Volume 3 | Rod Stewart                 |
| 31  | Michael Buble                                   | Michael Buble               |
| 32  | All The Best                                    | Tina Turner                 |
| 33  | Reise, Reise                                    | Rammstein                   |
| 34  | The Soul Sessions                               | Joss Stone                  |
| 35  | So-Called Chaos                                 | Alanis Morissette           |
| 36  | Afterglow                                       | Sarah McLachlan             |
| 37  | Room Service                                    | Bryan Adams                 |
| 38  | Musicology                                      | Prince                      |
| 39  | A Crow Left of the Murder...                    | Incubus                     |
| 40  | Mind Body & Soul                                | Joss Stone                  |
| 41  | Vol. 3: (The Subliminal Verses)                 | Slipknot                    |
| 42  | Live Like You Were Dying                        | Tim McGraw                  |
| 43  | A Grand Don't Come For Free                     | The Streets                 |
| 44  | The Hunger for More                             | Lloyd Banks                 |
| 45  | Medúlla                                         | Björk                       |
| 46  | The Chronicles of Life and Death                | Good Charlotte              |
| 47  | Love Songs: A Compilation… Old and New          | Phil Collins                |
| 48  | 50 Number Ones                                  | George Strait               |
| 49  | Loyal to the Game                               | 2Pac                        |
| 50  | Feels Like Today                                | Rascal Flatts               |
| 51  | Smile                                           | Brian Wilson                |
| 52  | Kamikaze                                        | Twista                      |
| 53  | Miracle                                         | Céline Dion e Anne Geddes   |
| 54  | R&G (Rhythm & Gangsta): The Masterpiece         | Snoop Dogg                  |
| 55  | Talkie Walkie                                   | Air                         |
| 56  | The Reason                                      | Hoobastank                  |
| 57  | Baptism                                         | Lenny Kravitz               |
| 58  | Here for the Party                              | Gretchen Wilson             |
| 59  | Andrea                                          | Andrea Bocelli              |
| 60  | Lest We Forget: The Best Of                     | Marilyn Manson              |
| 61  | Live in Hyde Park                               | Red Hot Chili Peppers       |
| 62  | Fly or Die                                      | N.E.R.D.                    |
| 63  | Unfinished Business                             | Jay-Z e R. Kelly            |
| 64  | You Are the Quarry                              | Morrissey                   |
| 65  | Once                                            | Nightwish                   |
| 66  | Antics                                          | Interpol                    |
| 67  | Scissor Sisters                                 | Scissor Sisters             |
| 68  | Goodies                                         | Ciara                       |
| 69  | Best 1991–2004                                  | Seal                        |
| 70  | Shangri-La                                      | Mark Knopfler               |
| 71  | The Cure                                        | The Cure                    |
| 72  | Call Off the Search                             | Katie Melua                 |
| 73  | Me and Mr. Johnson                              | Eric Clapton                |
| 74  | The Red Light District                          | Ludacris                    |
| 75  | Abattoir Blues / The Lyre of Orpheus            | Nick Cave and the Bad Seeds |
| 76  | Antics                                          | Interpol                    |
| 77  | The Libertines                                  | The Libertines              |
| 78  | Twentysomething                                 | Jamie Cullum                |
| 79  | Shrek 2: Motion Picture Soundtrack              | Vários artistas             |
| 80  | JoJo                                            | JoJo                        |
| 81  | When the Sun Goes Down                          | Kenny Chesney               |
| 82  | Unwritten                                       | Natasha Bedingfield         |
| 83  | Good News for People Who Love Bad News          | Modest Mouse                |
| 84  | Happy People/U Saved Me                         | R. Kelly                    |
| 85  | I Don't Want You Back                           | Eamon                       |
| 86  | What I Do                                       | Alan Jackson                |
| 87  | Hurt No More                                    | Mario Winans                |
| 88  | Kiss of Death                                   | Jadakiss                    |
| 89  | Tyrannosaurus Hives                             | The Hives                   |
| 90  | A Ghost Is Born                                 | Wilco                       |
| 91  | Damita Jo                                       | Janet Jackson               |
| 92  | Sweat                                           | Nelly                       |
| 93  | In This Skin                                    | Jessica Simpson             |
| 94  | Greatest Hits Vol. 1                            | KoЯn                        |
| 95  | Hilary Duff                                     | Hilary Duff                 |
| 96  | License to Chill                                | Jimmy Buffett               |
| 97  | 10 Years of Hits                                | Ronan Keating               |
| 98  | Getting Away with Murder                        | Papa Roach                  |
| 99  | Aha Shake Heartbreak                            | Kings of Leon               |
| 100 | Always Outnumbered, Never Outgunned             | The Prodigy                 |

### Singlesmais bem sucedidos
| #   | Título                               | Artista(s)                                    |
| --- | ------------------------------------ | --------------------------------------------- |
| 01  | "Yeah!"                              | Usher com part. de Lil Jon e Ludacris         |
| 02  | "Toxic"                              | Britney Spears                                |
| 03  | "Fuck It (I Don't Want You Back)"    | Eamon                                         |
| 04  | "Lose My Breath"                     | Destiny's Child                               |
| 05  | "Just Lose It"                       | Eminem                                        |
| 06  | "My Band"                            | D12                                           |
| 07  | "Dragostea Din Tei"                  | O-Zone                                        |
| 08  | "Vertigo"                            | U2                                            |
| 09  | "Drop It Like It's Hot"              | Snoop Dogg com part. de Pharrell Williams     |
| 10  | "She Will Be Loved"                  | Maroon 5                                      |
| 11  | "My Place"                           | Nelly                                         |
| 12  | "My Boo"                             | Usher e Alicia Keys                           |
| 13  | "My Immortal"                        | Evanescence                                   |
| 14  | "I Don't Wanna Know"                 | Mario Winans                                  |
| 15  | "Everytime"                          | Britney Spears                                |
| 16  | "Burn"                               | Usher                                         |
| 17  | "The Reason"                         | Hoobastank                                    |
| 18  | "Call on Me"                         | Eric Prydz                                    |
| 19  | "Milkshake"                          | Kelis                                         |
| 20  | "This Love"                          | Maroon 5                                      |
| 21  | "Turn Me On"                         | Kevin Lyttle                                  |
| 22  | "These Words"                        | Natasha Bedingfield                           |
| 23  | "Do They Know It's Christmas?"       | Band Aid 20                                   |
| 24  | "American Idiot"                     | Green Day                                     |
| 25  | "Left Outside Alone"                 | Anastacia                                     |
| 26  | "Superstar"                          | Jamelia                                       |
| 27  | "Goodies"                            | Ciara com part. de Petey Pablo                |
| 28  | "My Happy Ending"                    | Avril Lavigne                                 |
| 29  | "Don't Tell Me"                      | Avril Lavigne                                 |
| 30  | "What You Waiting For?"              | Gwen Stefani                                  |
| 31  | "Take Me Out"                        | Franz Ferdinand                               |
| 32  | "Let's Get It Started"               | Black Eyed Peas                               |
| 33  | "Here Without You"                   | 3 Doors Down                                  |
| 34  | "Leave (Get Out)"                    | JoJo                                          |
| 35  | "Behind Blue Eyes"                   | Limp Bizkit                                   |
| 36  | "Suga Suga"                          | Baby Bash                                     |
| 37  | "Pieces of Me"                       | Ashlee Simpson                                |
| 38  | "Hey Mama"                           | Black Eyed Peas                               |
| 39  | "Move Ya Body"                       | Nina Sky                                      |
| 40  | "The Way You Move"                   | OutKast                                       |
| 41  | "Roses"                              | OutKast                                       |
| 42  | "Ch-Check it Out"                    | Beastie Boys                                  |
| 43  | "Naughty Girl"                       | Beyoncé                                       |
| 44  | "If I Ain't Got You"                 | Alicia Keys                                   |
| 45  | "Sick and Tired"                     | Anastacia                                     |
| 46  | "Obsession"                          | Aventura                                      |
| 47  | "Dip it Low"                         | Christina Milian                              |
| 48  | "Everybody's Changing"               | Keane                                         |
| 49  | "Mad World"                          | Michael Andrews com part. de Gary Jules       |
| 50  | "Somebody Told Me"                   | The Killers                                   |
| 51  | "Nobody's Home"                      | Avril Lavigne                                 |
| 52  | "Accidentally in Love"               | Counting Crows                                |
| 53  | "Confessions Part II"                | Usher                                         |
| 54  | "My Prerogative"                     | Britney Spears                                |
| 55  | "Wonderful"                          | Ja Rule                                       |
| 56  | "Broken"                             | Seether com part. de Amy Lee                  |
| 57  | "Trick Me"                           | Kelis                                         |
| 58  | "Car Wash"                           | Christina Aguilera com part. de Missy Elliott |
| 59  | "Radio"                              | Robbie Williams                               |
| 60  | "Me, Myself and I"                   | Beyoncé                                       |
| 61  | "Lean Back"                          | Terror Squad                                  |
| 62  | "Slow Jamz"                          | Twista                                        |
| 63  | "F.U.R.B. (Fuck You Right Back)"     | Frankee                                       |
| 64  | "Jesus Walks"                        | Kanye West                                    |
| 65  | "Sunrise"                            | Norah Jones                                   |
| 66  | "I Believe in You"                   | Kylie Minogue                                 |
| 67  | "Heaven"                             | Los Lonely Boys                               |
| 68  | "Everything"                         | Alanis Morissette                             |
| 69  | "Amazing"                            | George Michael                                |
| 70  | "Dry Your Eyes"                      | The Streets                                   |
| 71  | "Tipsy"                              | J-Kwon                                        |
| 72  | "Somewhere Only We Know"             | Keane                                         |
| 73  | "I'm Still in Love with You"         | Sean Paul                                     |
| 74  | "I Like That"                        | Houston                                       |
| 75  | "The First Cut Is the Deepest"       | Sheryl Crow                                   |
| 76  | "Through the Wire"                   | Kanye West                                    |
| 77  | "Flap Your Wings"                    | Nelly                                         |
| 78  | "With You"                           | Jessica Simpson                               |
| 79  | "Breaking the Habit"                 | Linkin Park                                   |
| 80  | "Just a Little While"                | Janet Jackson                                 |
| 81  | "Leaving New York"                   | R.E.M.                                        |
| 82  | "She Wants to Move"                  | N.E.R.D                                       |
| 83  | "Take Your Mama"                     | Scissor Sisters                               |
| 84  | "1985"                               | Bowling for Soup                              |
| 85  | "Powerless (Say What You Want)"      | Nelly Furtado                                 |
| 86  | "Real to Me"                         | Brian McFadden                                |
| 87  | "99 Problems"                        | Jay-Z                                         |
| 88  | "Hit That"                           | The Offspring                                 |
| 89  | "Tilt Ya Head Back"                  | Nelly com part. de Christina Aguilera         |
| 90  | "Baby It's You"                      | JoJo                                          |
| 91  | "You Had Me"                         | Joss Stone                                    |
| 92  | "How Come"                           | D12                                           |
| 93  | "Happy People"                       | R. Kelly                                      |
| 94  | "Amerika"                            | Rammstein                                     |
| 95  | "Femme Like U (Donne-moi ton Corps)" | K.Maro                                        |
| 96  | "Banquet"                            | Bloc Party                                    |
| 97  | "We Are"                             | Ana Johnsson                                  |
| 98  | "Sunshine"                           | Lil' Flip                                     |
| 99  | "Lola's Theme"                       | The Shapeshifters                             |
| 100 | "All Fall Down"                      | Kanye West                                    |

## Obras e shows
- 28 de setembro - Hilary Duff lança seu segundo álbum de estúdio, Hilary Duff, que estreou em segundo lugar na parada da Billboard, recebeu certificado de platina, e vendeu mais de 2 milhões de cópias nos EUA e mais de 4 milhões no mundo.
- A banda Kraftwerk se lança em turnê onde algumas gravações desses concertos serviram posteriormente para o lançamento do Minimum-Maximum (DVD).
- 12 de janeiro - Britney Spears lança o segundo single do In The Zone, a canção "Toxic". Foi nomeada a canção mais executada nas rádios do Reino Unido e do mundo na década de 2000, ficando atrás apenas de Kylie Minogue.[1]
- 8 de fevereiro - Ocorre a premiação do Grammy Award, o premio mais importante da indústria musical. Destaque para os grandes vencedores da noite, Outkast com 3 prêmios, e Beyoncé que além de levar 5 prêmios também estabeleceu o recorde de maior vencedora em uma noite.
- 15 de março - É lançado oficialmente o software Vocaloid, contendo os voicebanks de Leon e Lola, desenvolvidos pela Zero-G
- 26 de Abril - Beyoncé lança seu primeiro dvd solo, Live at Wembley.[2]
- 30 de abril - Show Para Caymmi 90 Anos é realizado no Canecão no Rio de Janeiro em virtude do nonagésimo aniversário do músico e compositor Dorival Caymmi.[3]
- A cantora Damares (cantora) lança o seu quarto álbum de estúdio, O Deus Que Faz, certificado depois com o disco de ouro duplo.[4]
- 12 de maio - Avril Lavigne lança seu segundo álbum de estúdio, Under My Skin, marcado pelo surpreendente amadurecimento musical da artista, vendendo mais de 10 milhões de cópias pelo mundo.
- 14 de maio - O grupo de trance Ian Van Dahl lança o seu segundo álbum de estúdio, chamado Lost & Found.[5]
- 25 de maio- A banda de Nu metal Slipknot lança o seu terceiro álbum, chamado Vol. 3: (The Subliminal Verses).[6]
- 7 de setembro - O grupo Renascer Praise grava seu 11º álbum ao vivo no estádio do Pacaembu, "Restauração".
- 1 de julho - Zero-G lança o voicebank de Miram, para o Vocaloid
- 8 de julho - a banda My Chemical Romance lança seu segundo álbum, de sucesso mundial, Three Cheers for Sweet Revenge.
- 10 de julho - O grupo Diante do Trono grava Esperança, ante 4.200.000 pessoas no centro administrativo da Bahia.
- 11 de outubro - Os Duran Duran lançam o álbum Astronaut com a formação original e o sucesso do álbum leva-os a uma tour mundial com datas esgotadas um pouco por toda a parte.
- 22 de Julho - A banda Alemã Scorpions lança seu 15º álbum de estúdio intitulado Unbrekable.
- A cantora Luciana Andrade anuncia sua saída do grupo Rouge e as integrantes remanescentes confirmam que o grupo seguirá como um quarteto.
- 16 de junho - O grupo Rouge lança seu terceiro álbum de estúdio, Blá Blá Blá, o primeiro sem a participação da integrante Luciana Andrade. O álbum teve como principais sucessos as músicas "Blá Blá Blá" e "Sem Você".
- Lançamento do segundo álbum de estúdio da boyband brasileira Br'oz,  intitulado Segundo Ato, tendo como principal sucesso a canção "Vem Pra Minha Vida".
- 27 de Setembro - A Banda alemã Rammstein lança seu quarto álbum, intitulado "Reise, Reise".
- 27 de Setembro - A banda norte-americana Green Day lança American Idiot, seu sétimo álbum de estúdio e o mais bem sucedido da história da banda, que criticava o governo norte-americano da época. O disco vendeu cerca 14 milhões de cópias ao redor do planeta. Ganhou prêmios Grammy nas categorias de "Melhor Álbum de Rock" e "Melhor Gravação", esta última com Boulevard of Broken Dreams, um dos grandes sucessos do álbum. .[7]
- 28 de Setembro - A cantora Gwen Stefani lança seu primeiro single solo, What You Waiting For?.
- 22 de outubro - A cantora Laura Pausini lança seu 8º álbum de estúdio intitulado "Resta in ascolto".
- 5 de novembro - Crypton Future Media lança Meiko, seu primeiro voicebank para Vocaloid.
- 8 de novembro - É lançado o álbum de grandes êxitos da cantora Shania Twain, Greatest Hits, contendo 18 faixas de sucessos de seus três álbuns certificados Diamante anteriores, The Woman in Me, Come on Over  e Up! com mais três músicas novas: "Party for Two", que atingiu o top 10 na parada country nos EUA e o top 10 no Reino Unido e na Alemanha, a balada "Don't!" e "I Ain't No Quitter". O álbum de compilação terminou 2005 como o álbum Country mais vendido nos Estados Unidos com mais de 4 milhões de cópias vendidas.[8]
- 9 de novembro - É lançada mundialmente a primeira compilação da cantora Britney Spears, Greatest Hits: My Prerogative, incluindo todos os seus singles e mais três músicas inéditas, "Do Somethin'", "My Prerogative" e "I've Just Begun (Having My Fun)", no qual os dois primeiros viraram single. A terceira faixa, apesar de não ter sido single, foi um sucesso virtual em sites de vendas como "iTunes" e de downloads como MTV.
- 12 de novembro é lançado o álbum Encore de Eminem.[9]
- 13 de novembro - Inicia-se a décima terceira turnê regional da apresentadora Xuxa, intitulado: Xuxa Circo, na cidade do Rio de Janeiro na casa de shows Ribalta.
- 14 de Novembro - Gravação do 2º DVD da Banda Calypso, no Sambódromo de Manaus (Antigo Bumbódromo), para um público de mais de 50 mil pessoas.
- 22 de novembro – A banda U2 lança seu décimo primeiro álbum de estúdio, How to Dismantle an Atomic Bomb.
- 29 de novembro é lançado pela banda Masterplan o EP "Back For My Life".
- 30 de Novembro - Lançamento do primeiro álbum de estúdio da banda mexicana RBD, intitulado "Rebelde". O grupo, até então fictício, foi formado pelos personagens principais da novela Rebelde, exibida pela Televisa, e o álbum contém a trilha sonora cantada pelos próprios atores, sendo que alguns deles já tinham passagem anterior pelo mundo da música. O álbum ganhou uma versão em português no ano seguinte, intitulado "Rebelde (Edição Brasil)".
- 12 de Dezembro - Gwen Stefani lança seu primeiro álbum solo de estúdio, Love. Angel. Music. Baby., que atinge altos picos em tabelas musicais.
- 14 de Dezembro - Gwen Stefani lança seu segundo single solo, "Rich Girl", em parceria com a rapper Eve.
- Aline Barros lança seu sétimo álbum e o quinto de estúdio Som de Adoradores.
- 50 Cent passa pelo Brasil em setembro.[10]
- A banda The Vines lança seu segundo álbum de estúdio Winning Days.[11]
- A banda Charlie Brown Jr. Lança o Setimo Álbum de Estúdio Tamo aí na Atividade
- A cantora brasileira Patricia Marx lança seu nono álbum de estúdio na Europa, intitulado Nu Soul.
- Ocorre em Goiânia a primeira edição do festival itinerante de música eletrônica Playground Music Festival.

## Artistas e grupos
- 9 de março - Brian McFadden deixou o Westlife
- 4 de outubro - Surgimento do grupo RBD no México.
- André Valadão entra em carreira solo.
- É contratada pela Fueled By Ramen a banda Paramore.
- Dennis Sheperd inicia sua carreira como DJ.[12]

Bandas encerradas
- Atomic Kitten
- B2K
- Beulah
- Blur (em hiato)
- Creed
- Damageplan
- Hysteric Blue
- The Libertines
- Midtown
- Phish
- Penélope
- Rodox
- Sixpence None the Richer
- The Unicorns

Bandas que voltaram
- Destiny's Child
- Megadeth
- Restless Heart
- Vaya Con Dios

Bandas formadas
- RBD
- Escape the Fate
- Bring Me the Horizon

## Nascimentos
| Data            | Nome                        | Profissão                                                                                    | Nacionalidade        | Observações | Ref |
| --------------- | --------------------------- | -------------------------------------------------------------------------------------------- | -------------------- | ----------- | --- |
| 11 de Janeiro   | Marko Bošnjak               | cantor                                                                                       | Bósnia e Herzegovina |             |     |
| 15 de Janeiro   | Grace VanderWaal            | cantora                                                                                      | Estados Unidos       |             |     |
| 22 de Janeiro   | Kailane Frauches            | cantora                                                                                      | Brasil               |             |     |
| 22 de fevereiro | MC Soffia                   | rapper                                                                                       | Brasil               |             |     |
| 24 de março     | Chayatorn Trairattanapradit | ator, baterista, beatboxer, cantor, compositor, dançarino, produtor musical e membro do LYKN | Tailândia            |             |     |
| 9 de Abril      | Theodor Andrei              | cantor                                                                                       | Roménia              |             |     |
| 4 de junho      | Mackenzie Ziegler           | cantora e compositora                                                                        | Estados Unidos       |             |     |
| 10 de junho     | Gayle                       | cantora e compositora                                                                        | Estados Unidos       |             |     |
| 4 de agosto     | Tinnasit Isarapongporn      | ator e cantor                                                                                | Tailândia            |             |     |
| 10 de agosto    | Bela Fernandes              | atriz e cantora                                                                              | Brasil               |             |     |
| 31 de agosto    | Jang Wonyoung               | cantora                                                                                      | Coreia do Sul        |             |     |
| 14 de setembro  | Chefin                      | rapper                                                                                       | Brasil               |             |     |

## Mortes
| Data           | Nome               | Profissão               | Nacionalidade  | Observações | Ref |
| -------------- | ------------------ | ----------------------- | -------------- | ----------- | --- |
| 7 de junho     | Thomas Forsberg    | músico                  | Suécia         | n. 1966     |     |
| 11 de junho    | Rosinha de Valença | violonista e cantora    | Brasil         | n.1945      |     |
| 10 de junho    | Ray Charles        | cantor e pianista       | Estados Unidos | n. 1930     |     |
| 23 de julho    | Carlos Paredes     | músico                  | Portugal       | n. 1925     |     |
| 26 de agosto   | Laura Branigan     | cantora norte-americana | Estados Unidos | n. 1952     |     |
| 2 de setembro  | Tom Capone         | produtor musical        | Brasil         | n.1966      |     |
| 15 de setembro | Johnny Ramone      | músico                  | Estados Unidos | n. 1948     |     |
| 7 de outubro   | Miki Matsubara     | cantora e compositora   | Japão          | n. 1959     |     |
| 8 de dezembro  | Dimebag Darrell    | músico                  | Estados Unidos | n. 1966     |     |